# Oscar Kessels
Oscar Kessels, né en 1903 et mort le 24 février 1968 à Bruxelles, est un archer belge devenu par la suite dirigeant sportif.

## Biographie
Aux Championnats du monde de tir à l'arc 1933 à Londres, Oscar Kessels est médaillé d'or par équipes. Il est également médaillé de bronze par équipes aux Championnats du monde de tir à l'arc 1955 à Helsinki.
Beau-fils du champion olympique Jérôme De Mayer, il est président de la Fédération internationale de tir à l'arc de 1957 à 1961.

## Distinctions
- Médaille d'or du Mérite sportif (Belgique).
- Médaille du Mérite sportif de Bruxelles en 1954.
- Médaille d'honneur d'Éducation physique et des Sports de France.